# Шпортпарк Эшен-Маурен
Шпортпарк Эшен-Маурен (нем. Sportpark Eschen-Mauren) — футбольный стадион в Эшене, Лихтенштейн. Вмещает 2 100 зрителей. Является домашней ареной футбольного клуба «Эшен-Маурен», выступающем в швейцарской Первой лиге (3-я группа). Стадион был построен в 1975 году, и является одним из старейших в Лихтенштейне. В 2005 году прошла реконструкция стадиона. В 1985 году на стадионе выступал с проповедью Папа Римский.